# Championnat d'Argentine de football
Cet article traite uniquement de la compétition masculine. Pour la compétition féminine, voir Championnat d'Argentine de football féminin.
Le Championnat d'Argentine de football (en espagnol : Primera División), est la plus importante compétition de football organisée en Argentine. Lancée en 1891, il devient professionnel en 1931. Son format évolue largement depuis sa création. Il est organisé par l'Association du football argentin (AFA), sauf entre les saisons 2017-2018 et 2019-2020, alors qu'il était gouverné par la Superliga Argentina. Lorsque celle-ci a été dissoute, l'Association a créé un organe interne appelé Liga Profesional de Fútbol, à travers laquelle elle a repris sa direction. Il représente le plus haut niveau du football argentin.
Le championnat de première division est l'un des meilleurs au monde selon l'IFFHS. Dans le classement de 2019, il occupe la neuvième place dans le classement annuel de ladite institution, élaboré depuis 1991. La première division d'Argentine, à l'exception de 1993, est toujours dans le top dix. Sa meilleure place dans ce classement est atteinte en 2008, avec la troisième place, derrière la Premier League d'Angleterre et la Serie A de l'Italie. Il alimente en joueurs de nombreux championnats mondiaux et notamment européens, avec la Liga espagnole, la Serie A ou la Premier League.
Depuis 1893, le championnat argentin se joue en continu, et est le seul qui est resté ininterrompu pendant 132 ans, en plus de trois éditions de six mois, puisque deux titres sont accordés par période dans plusieurs saisons, et même trois en 1936 et en 2012-2013. Avec 194 éditions (54 amateures et 140 professionnelles) et 139 saisons (43 amateures et 96 professionnelles), la Primera División est la ligue avec le plus de champions sacrés dans l'histoire du football mondial.

## Histoire

### Quarante années amateures (1891-1931)
Le premier match de football joué en Argentine a lieu le 20 juin 1867 au Buenos Aires Cricket Club, limitant sa pratique aux écoles anglaises. De l'élan donné par Alexander Watson Hutton (en), immigrant écossais arrivé en 1882 et considéré comme le père du football argentin, l'activité commence à se développer.
C'est ainsi que la première Ligue de football d'Argentine est organisée en 1891, mais elle est dissoute à la fin de l'année. Après une interruption en 1892, le 21 février 1893, l'Association du football argentin définitive est fondée, présidée par Hutton. La même année, il organise le tournoi dans un cadre qui dure depuis lors, en tant que la deuxième ligue la plus ancienne du monde, en dehors des îles britanniques.
Le Lomas AC domine les six premiers championnats avant que l'Alumni AC, club de l'English High School, ne cumule dix titres sur douze possibles de 1900 à 1911, seul le Belgrano AC arrive à remporter la compétition (en 1899, 1904 et 1908).
Plus tard, en raison de la forte croissance des clubs de football, il se produit une infinité de controverses entre les clubs et les associations. C'est ainsi que, avec la création d'entités dissidentes, se disputent des tournois parallèles entre 1912 et 1914 puis entre 1919 et 1926. À la fin des années 1920, les organisateurs sont submergés par la taille des tournois et la participation de jusqu'à 36 équipes. Cela impliquerait que les compétitions se poursuivent pendant la saison estivale et se terminent l'année suivante, avec le désintérêt important des fans. Le 10 avril 1931, les joueurs déclenchent une grève afin de faire reconnaître leur statut professionnel et de régulariser les transferts entre équipes.

### Professionnalisme à Buenos Aires (1931-1966)
Après des disputes longues et âpres avec l'Association du football argentin, le 10 mai 1931, des représentants de 17 clubs se rencontrent. Ils décident de fonder la « Ligue d'Argentine de football », qui permet le professionnalisme, et de quitter l'Association. Le 31 mai commence l'ère du championnat professionnel avec 18 équipes. Trois ans et demi plus tard, fin 1934, la Ligue fusionne avec l'Association, dont elle est dissidente pour former la seule organisation du football argentin, qui organise son premier tournoi en 1935 et ainsi jusqu'en 2016-2017.
Dans un premier temps, la compétition n'est ouverte qu'aux clubs de l’intérieur de la province de Buenos Aires et aux villes de Rosario y Santa Fe, de la même province, avant de s'ouvrir progressivement aux clubs de l'intérieur du pays.

### Ouverture progressive vers l'intérieur du pays (1967-1985)
En 1967, le tournoi annuel passe en deux phases : « Metropolitano » et « Nacional ». La première reste semblable et la seconde permet d'intégrer les équipes de l'intérieur du pays. Dès lors, la concurrence est accrue. Le changement est évident avec le sacre d'équipes non habituées au succès depuis le début du professionnalisme : Estudiantes de La Plata en 1967, Vélez Sarsfield en 1968, Chacarita Juniors en 1969 et Huracán en 1973, contrairement à la période précédente où seulement cinq clubs différents sont sacrés en une trentaine d'années : Boca Juniors, Independiente, Racing Club, River Plate et San Lorenzo. Une autre étape importante est la victoire des équipes de l'intérieur : Rosario Central en 1971 et 1973 et Newell's Old Boys en 1974.
En 1980, le « tournoi métropolitain » est rebaptisé « championnat de première division ». Les clubs de la province de Córdoba intègrent la compétition. De plus, les clubs indirectement affilié à l'AFA et qualifiés dans deux des trois tournois nationaux consécutifs, obtiennent le droit de participer à la compétition métropolitaine. Grâce à cette règle, trois équipes de cette province sont admises : Talleres en 1980, Instituto en 1981 et Racing en 1982. Cette année-là, l'ordre des deux championnats est inversé : le National est joué dans la première moitié de l'année et le Métropolitain la seconde.

### Sur le modèle européen (depuis 1985)
À partir de la saison 1985-1986, la compétition retourne au seul tournoi annuel mais, cette fois, en correspondance avec le calendrier européen ; c'est-à-dire en deux semestres d'années différentes. Afin de maintenir la possibilité d'accéder au plus haut niveau pour les équipes de l'intérieur, non directement affiliées à l'Association argentine de football, elles sont incluses dans Primera B Nacional, nouvelle deuxième division. Bien que la structure permette une participation croissante des équipes de l'intérieur du pays, aucune en dehors de Buenos Aires-Rosario-La Plata ne réussie à devenir champion.
À partir de la saison 1991-1992, les deux moitiés du championnat deviennent des tournois indépendants, nommés Ouverture et Clôture. Ceux-ci déterminent deux vainqueurs. En 2012-2013, les deux phases sont renommées « Inicial » et « Final » et une rencontre entre les deux premiers détermine une troisième champion (doublé pour l'un des deux premiers donc). En 2013-2014, la finale n'est pas jouée et on garde les deux champions. La relégation se calcule avec un classement spécifique prenant en compte la moyenne de points obtenue par les clubs sur les trois dernières années. À la fin du tournoi Final, les trois équipes ayant la plus mauvaise moyenne sont reléguées en Primera B Nacional.
À partir de la saison 2015, le championnat argentin abandonne ses tournois d'ouverture et de clôture et passe à une poule unique simple. Un court championnat est organisé au second semestre 2014, similaire aux précédents, dans le but de servir de transition et la perspective de la réalisation d'un tournoi unique au cours de l'année civile 2015.
Afin de revenir au calendrier européen avec des tournois biannuels, qui ont lieu au second semestre et dans la première moitié de l'année suivante, un nouveau court championnat est organisé dans la première partie de 2016. Celui-ci est divisé en deux zones géographiques et le champion déterminé après une finale. Pour la saison 2016-2017, un tournoi s'étendant sur deux semestres commence, avec un retour au calendrier de l'hémisphère nord et les compétitions européennes.

## Format de compétition
| Période   | Format                                    | NP    |
| --------- | ----------------------------------------- | ----- |
| 1891-1930 | un championnat sur année civile           | 4-36  |
| 1931-1966 | un championnat sur année civile           | 16-18 |
| 1967-1985 | deux phases sur année civile              | 16-32 |
| 1986-1990 | un championnat sur calendrier européen    | 20    |
| 1991-2014 | deux championnats sur calendrier européen | 20    |
| 2015-2016 | un championnat sur année civile           | 30    |
| 2017      | un championnat sur calendrier européen    | 28    |
| 2018      | un championnat sur calendrier européen    | 26    |
| 2019-2020 | un championnat sur calendrier européen    | 24    |
| 2021      | un championnat sur année civile           | 26    |
| 2022-2024 | un championnat sur année civile           | 28    |
| 2025      | deux championnats sur année civile        | 30    |

Entre les années 1931 et 1966, un seul tournoi est joué par année civile où chaque équipe s’affronte en match aller puis retour. Les seules exceptions sont le championnat 1934, où chaque club se joue trois fois, et en 1936, quand trois titres sont décernés : Copa de Honor (Coupe de l'honneur), Copa Campeonato (Coupe championnat) puis la Copa de Oroau (Coupe d'or) entre les deux premiers. Dix-huit clubs (sauf trois éditions à moins) s'affrontent jusqu'en 1940, avant que le nombre de participants ne passent à seize, pour la plupart des années.
Jusqu'à la création du tournoi national en 1967, les matches de première division de l'ère professionnelle, bien qu'ils soient considérés comme nationaux, sont limités à la participation des clubs dans la ville de Buenos Aires, Grand Buenos Aires et La Plata. À partir de 1939, les équipes de Rosario, Santa Fe et de l'intérieur de la province de Buenos Aires sont autorisées. Cette limite est en vigueur dans les championnats métropolitains jusqu'en 1979. À partir de 1980, des clubs affiliés indirectement à l'AFA qui se qualifieraient ou se seraient qualifiés pour le tour final dans deux des trois tournois nationaux consécutifs. Entre 1967 et 1985, le système des championnats est donc changé, se jouant en deux tournois par saison. L'un est le « Métropolitain » - qui à partir de 1980 est officiellement appelé le Championnat de Première Division - réservé initialement aux clubs directement affiliés ; et l'autre le « National », comprenant les meilleurs du premier tournoi ainsi que les équipes qualifiées à la suite des championnats régionaux. Le nombre d'équipes participantes oscillent beaucoup (entre 16 et 32) durant ces années et s'inverse au fil du temps entre le Métropolitain et le National (respectivement 22 et 16 en 1967 contre 18 et 28 en 1981) avant de retomber dans un ordre d'idées initial au début des années 1980 (32-19).
Le système de moyennes, courant en Amérique latine, est utilisé en Argentine pour la première fois en 1957 et réintroduit en 1983. Il est l'objet de critiques, l'accusant notamment de protéger les « grands » et de porter préjudice aux promus. La qualification pour les deux tournois continentaux se fait à l'aide d'un classement annuel, additionnant les points obtenus en championnat lors des deux tournois précédents. Il est toutefois très courant que les modalités de qualification varient d'une année à l'autre.
Pour la saison 1985-1986, le format revient à l'ancienne version avec un championnat par saison sur un calendrier européen. Un système de promotions et de relégation est établi pour les clubs atteignant la catégorie la plus élevée, à travers la nouvelle deuxième division, la Primera B Nacional. Vingt équipes prennent part à chaque édition.
À partir de 1990, chaque championnat devient divisé en deux phases, avec un calendrier européen (inter-saison l'été). Au deuxième semestre de la première année, le tournoi d'« Apertura » (ouverture) est joué et, au premier semestre de l'année suivante, le tournoi de clôture. Chacun détermine un champion en match simple, à l'exception de la première édition (1990-1991), où les deux premiers s'affrontent lors d'une finale. En 2012-2013, les deux phases sont renommées « Inicial » et « Final » et une rencontre entre les deux premiers détermine une troisième champion (doublé pour l'un des deux premiers donc). En 2013-2014, la finale n'est pas jouée et on garde les deux champions. La relégation se calcule avec un classement spécifique prenant en compte la moyenne de points obtenue par les clubs sur les trois dernières années. À la fin du tournoi Final, les trois équipes ayant la plus mauvaise moyenne sont reléguées en Primera B Nacional.
À partir de la saison 2015, le championnat argentin abandonne ses tournois d'ouverture et de clôture et passe à une poule unique simple. Un court championnat est organisé au second semestre 2014, similaire aux précédents, dans le but de servir de transition et la perspective de la réalisation d'un tournoi unique au cours de l'année civile 2015. Cette réforme vise à calquer le championnat argentin sur les championnats européens et à lui donner une dimension plus nationale. Celui-ci a lieu avec trente équipes, alors que vingt participent depuis 1986.
Afin de revenir au calendrier européen avec des tournois biannuels, qui ont lieu au second semestre et dans la première moitié de l'année suivante, un nouveau court championnat est organisé dans la première partie de 2016. Celui-ci est divisé en deux zones géographiques et le champion déterminé après une finale. Pour la saison 2016-2017, un tournoi s'étendant sur deux semestres commence, avec un retour au calendrier de l'hémisphère nord et les compétitions européennes.

## Palmarès
| Palmarès des années amateurs et professionnelles | Palmarès des années amateurs et professionnelles          | Palmarès des années amateurs et professionnelles |
| Année                                            | Organisateur                                              | Champion                                         |
| ------------------------------------------------ | --------------------------------------------------------- | ------------------------------------------------ |
| 1891                                             | The Argentine Association Football League                 | Saint Andrew´s (1) et Old Caledonians (1)        |
| 1892                                             | Pas de tournoi                                            | Pas de tournoi                                   |
| 1893                                             | Argentine Association Football League                     | Lomas Athletic Club (1)                          |
| 1894                                             | Argentine Association Football League                     | Lomas Athletic Club (2)                          |
| 1895                                             | Argentine Association Football League                     | Lomas Athletic Club (3)                          |
| 1896                                             | Argentine Association Football League                     | Lomas Academy (1)                                |
| 1897                                             | Argentine Association Football League                     | Lomas Athletic Club (4)                          |
| 1898                                             | Argentine Association Football League                     | Lomas Athletic Club (5)                          |
| 1899                                             | Argentine Association Football League                     | Belgrano Athletic Club (1)                       |
| 1900                                             | Argentine Association Football League                     | Alumni Athletic Club (1)                         |
| 1901                                             | Argentine Association Football League                     | Alumni Athletic Club (2)                         |
| 1902                                             | Argentine Association Football League                     | Alumni Athletic Club (3)                         |
| 1903                                             | Argentine Football Association                            | Alumni Athletic Club (4)                         |
| 1904                                             | Argentine Football Association                            | Belgrano Athletic Club (2)                       |
| 1905                                             | Argentine Football Association                            | Alumni Athletic Club (5)                         |
| 1906                                             | Argentine Football Association                            | Alumni Athletic Club (6)                         |
| 1907                                             | Argentine Football Association                            | Alumni Athletic Club (7)                         |
| 1908                                             | Argentine Football Association                            | Belgrano Athletic Club (3)                       |
| 1909                                             | Argentine Football Association                            | Alumni Athletic Club (8)                         |
| 1910                                             | Argentine Football Association                            | Alumni Athletic Club (9)                         |
| 1911                                             | Argentine Football Association                            | Alumni Athletic Club (10)                        |
| 1912                                             | Asociación Argentina de Football                          | Quilmes AC (1)                                   |
| 1912                                             | Federación Argentina de Football                          | Porteño (1)                                      |
| 1913                                             | Asociación Argentina de Football                          | Racing Club (1)                                  |
| 1913                                             | Federación Argentina de Football                          | Estudiantes (La Plata)                           |
| 1914                                             | Asociación Argentina de Football                          | Racing Club (2)                                  |
| 1914                                             | Federación Argentina de Football                          | Porteño (2)                                      |
| 1915                                             | Asociación Argentina de Football                          | Racing Club (3)                                  |
| 1916                                             | Asociación Argentina de Football                          | Racing Club (4)                                  |
| 1917                                             | Asociación Argentina de Football                          | Racing Club (5)                                  |
| 1918                                             | Asociación Argentina de Football                          | Racing Club (6)                                  |
| 1919                                             | Asociación Amateurs de Football                           | Racing Club (7)                                  |
| 1919                                             | Asociación Argentina de Football                          | Boca Juniors (1)                                 |
| 1920                                             | Asociación Amateurs de Football                           | River Plate (1)                                  |
| 1920                                             | Asociación Argentina de Football                          | Boca Juniors (2)                                 |
| 1921                                             | Asociación Amateurs de Football                           | Racing Club (8)                                  |
| 1921                                             | Asociación Argentina de Football                          | Huracán (1)                                      |
| 1922                                             | Asociación Amateurs de Football                           | Independiente (1)                                |
| 1922                                             | Asociación Argentina de Football                          | Huracán (2)                                      |
| 1923                                             | Asociación Amateurs de Football                           | San Lorenzo de Almagro (1)                       |
| 1923                                             | Asociación Argentina de Football                          | Boca Juniors (3)                                 |
| 1924                                             | Asociación Amateurs de Football                           | San Lorenzo de Almagro (2)                       |
| 1924                                             | Asociación Argentina de Football                          | Boca Juniors (4)                                 |
| 1925                                             | Asociación Amateurs de Football                           | Racing Club (9)                                  |
| 1925                                             | Asociación Argentina de Football                          | Huracán (3)                                      |
| 1926                                             | Asociación Amateurs de Football                           | Independiente (2)                                |
| 1926                                             | Asociación Argentina de Football                          | Boca Juniors (5)                                 |
| 1927                                             | Asociación Amateurs Argentina de Football                 | San Lorenzo de Almagro (3)                       |
| 1928                                             | Asociación Amateurs Argentina de Football                 | Huracán (4)                                      |
| 1929                                             | Asociación Amateurs Argentina de Football                 | Gimnasia y Esgrima (La Plata) (1)                |
| 1930                                             | Asociación Amateurs Argentina de Football                 | Boca Juniors (6)                                 |
| 1931                                             | Primera División                                          | Boca Juniors (7)                                 |
| 1931                                             | Asociación Argentina de Football Amateurs y Profesionales | Estudiantil Porteño (1)                          |
| 1932                                             | Primera División                                          | River Plate (2)                                  |
| 1932                                             | Asociación Argentina de Football Amateurs y Profesionales | Sportivo Barracas (1)                            |
| 1933                                             | Primera División                                          | San Lorenzo (4)                                  |
| 1933                                             | Asociación Argentina de Football Amateurs y Profesionales | Sportivo Dock Sud (1)                            |
| 1934                                             | Primera División                                          | Boca Juniors (8)                                 |
| 1934                                             | Asociación Argentina de Football Amateurs y Profesionales | Estudiantil Porteño (2)                          |
| 1935                                             | Primera División                                          | Boca Juniors (9)                                 |
| 1936                                             | Copa de Honor                                             | San Lorenzo (5)                                  |
| 1936                                             | Copa Campeonato                                           | River Plate (3)                                  |
| 1936                                             | Copa de Oro                                               | River Plate (4)                                  |
| 1937                                             | Primera División                                          | River Plate (5)                                  |
| 1938                                             | Primera División                                          | Independiente (3)                                |
| 1939                                             | Primera División                                          | Independiente (4)                                |
| 1940                                             | Primera División                                          | Boca Juniors (10)                                |
| 1941                                             | Primera División                                          | River Plate (6)                                  |
| 1942                                             | Primera División                                          | River Plate (7)                                  |
| 1943                                             | Primera División                                          | Boca Juniors (11)                                |
| 1944                                             | Primera División                                          | Boca Juniors (12)                                |
| 1945                                             | Primera División                                          | River Plate (8)                                  |
| 1946                                             | Primera División                                          | San Lorenzo (6)                                  |
| 1947                                             | Primera División                                          | River Plate (9)                                  |
| 1948                                             | Primera División                                          | Independiente (5)                                |
| 1949                                             | Primera División                                          | Racing Club (10)                                 |
| 1950                                             | Primera División                                          | Racing Club (11)                                 |
| 1951                                             | Primera División                                          | Racing Club (12)                                 |
| 1952                                             | Primera División                                          | River Plate (10)                                 |
| 1953                                             | Primera División                                          | River Plate (11)                                 |
| 1954                                             | Primera División                                          | Boca Juniors (13)                                |
| 1955                                             | Primera División                                          | River Plate (12)                                 |
| 1956                                             | Primera División                                          | River Plate (13)                                 |
| 1957                                             | Primera División                                          | River Plate (14)                                 |
| 1958                                             | Primera División                                          | Racing Club (13)                                 |
| 1959                                             | Primera División                                          | San Lorenzo (7)                                  |
| 1960                                             | Primera División                                          | Independiente (6)                                |
| 1961                                             | Primera División                                          | Racing Club (14)                                 |
| 1962                                             | Primera División                                          | Boca Juniors (14)                                |
| 1963                                             | Primera División                                          | Independiente (7)                                |
| 1964                                             | Primera División                                          | Boca Juniors (15)                                |
| 1965                                             | Primera División                                          | Boca Juniors (16)                                |
| 1966                                             | Primera División                                          | Racing Club (15)                                 |
| 1967                                             | Metropolitano                                             | Estudiantes (La Plata) (2)                       |
| 1967                                             | Nacional                                                  | Independiente (8)                                |
| 1968                                             | Metropolitano                                             | San Lorenzo (8)                                  |
| 1968                                             | Nacional                                                  | Vélez Sarsfield (1)                              |
| 1969                                             | Metropolitano                                             | Chacarita Juniors (1)                            |
| 1969                                             | Nacional                                                  | Boca Juniors (17)                                |
| 1970                                             | Metropolitano                                             | Independiente (9)                                |
| 1970                                             | Nacional                                                  | Boca Juniors (18)                                |
| 1971                                             | Metropolitano                                             | Independiente (10)                               |
| 1971                                             | Nacional                                                  | Rosario Central (1)                              |
| 1972                                             | Metropolitano                                             | San Lorenzo (9)                                  |
| 1972                                             | Nacional                                                  | San Lorenzo (10)                                 |
| 1973                                             | Metropolitano                                             | Huracán (5)                                      |
| 1973                                             | Nacional                                                  | Rosario Central (2)                              |
| 1974                                             | Metropolitano                                             | Newell's Old Boys (Rosario) (1)                  |
| 1974                                             | Nacional                                                  | San Lorenzo (11)                                 |
| 1975                                             | Metropolitano                                             | River Plate (15)                                 |
| 1975                                             | Nacional                                                  | River Plate (16)                                 |
| 1976                                             | Metropolitano                                             | Boca Juniors (19)                                |
| 1976                                             | Nacional                                                  | Boca Juniors (20)                                |
| 1977                                             | Metropolitano                                             | River Plate (17)                                 |
| 1977                                             | Nacional                                                  | Independiente (11)                               |
| 1978                                             | Metropolitano                                             | Quilmes AC (2)                                   |
| 1978                                             | Nacional                                                  | Independiente (12)                               |
| 1979                                             | Metropolitano                                             | River Plate (18)                                 |
| 1979                                             | Nacional                                                  | River Plate (19)                                 |
| 1980                                             | Primera División                                          | River Plate (20)                                 |
| 1980                                             | Nacional                                                  | Rosario Central (3)                              |
| 1981                                             | Primera División                                          | Boca Juniors (21)                                |
| 1981                                             | Nacional                                                  | River Plate (21)                                 |
| 1982                                             | Nacional                                                  | Ferro Carril Oeste (1)                           |
| 1982                                             | Primera División                                          | Estudiantes (La Plata) (3)                       |
| 1983                                             | Nacional                                                  | Estudiantes (La Plata) (4)                       |
| 1983                                             | Primera División                                          | Independiente (13)                               |
| 1984                                             | Nacional                                                  | Ferro Carril Oeste (2)                           |
| 1984                                             | Primera División                                          | Argentinos Juniors (1)                           |
| 1985                                             | Nacional                                                  | Argentinos Juniors (2)                           |
| 1985-1986                                        | Primera División                                          | River Plate (22)                                 |
| 1986-1987                                        | Primera División                                          | Rosario Central (4)                              |
| 1987-1988                                        | Primera División                                          | Newell's Old Boys (Rosario) (2)                  |
| 1988-1989                                        | Primera División                                          | Independiente (14)                               |
| 1989-1990                                        | Primera División                                          | River Plate (23)                                 |
| 1990-1991                                        | Primera División                                          | Newell's Old Boys (Rosario) (3)                  |
| 1991-1992                                        | Apertura                                                  | River Plate (24)                                 |
| 1991-1992                                        | Clausura                                                  | Newell's Old Boys (Rosario) (4)                  |
| 1992                                             | Apertura                                                  | Boca Juniors (22)                                |
| 1993                                             | Clausura                                                  | Vélez Sarsfield (2)                              |
| 1993                                             | Apertura                                                  | River Plate (25)                                 |
| 1994                                             | Clausura                                                  | Independiente (15)                               |
| 1994                                             | Apertura                                                  | River Plate (26)                                 |
| 1995                                             | Clausura                                                  | San Lorenzo (12)                                 |
| 1995                                             | Apertura                                                  | Vélez Sarsfield (3)                              |
| 1996                                             | Clausura                                                  | Vélez Sarsfield (4)                              |
| 1996                                             | Apertura                                                  | River Plate (27)                                 |
| 1997                                             | Clausura                                                  | River Plate (28)                                 |
| 1997                                             | Apertura                                                  | River Plate (29)                                 |
| 1998                                             | Clausura                                                  | Vélez Sarsfield (5)                              |
| 1998                                             | Apertura                                                  | Boca Juniors (23)                                |
| 1999                                             | Clausura                                                  | Boca Juniors (24)                                |
| 1999                                             | Apertura                                                  | River Plate (30)                                 |
| 2000                                             | Clausura                                                  | River Plate (31)                                 |
| 2000                                             | Apertura                                                  | Boca Juniors (25)                                |
| 2001                                             | Clausura                                                  | San Lorenzo (13)                                 |
| 2001                                             | Apertura                                                  | Racing Club (16)                                 |
| 2002                                             | Clausura                                                  | River Plate (32)                                 |
| 2002                                             | Apertura                                                  | Independiente (16)                               |
| 2003                                             | Clausura                                                  | River Plate (33)                                 |
| 2003                                             | Apertura                                                  | Boca Juniors (26)                                |
| 2004                                             | Clausura                                                  | River Plate (34)                                 |
| 2004                                             | Apertura                                                  | Newell's Old Boys (Rosario) (5)                  |
| 2005                                             | Clausura                                                  | Vélez Sarsfield (6)                              |
| 2005                                             | Apertura                                                  | Boca Juniors (27)                                |
| 2006                                             | Clausura                                                  | Boca Juniors (28)                                |
| 2006                                             | Apertura                                                  | Estudiantes (La Plata) (5)                       |
| 2007                                             | Clausura                                                  | San Lorenzo (14)                                 |
| 2007                                             | Apertura                                                  | Lanús (1)                                        |
| 2008                                             | Clausura                                                  | River Plate (35)                                 |
| 2008                                             | Apertura                                                  | Boca Juniors (29)                                |
| 2009                                             | Clausura                                                  | Vélez Sarsfield (7)                              |
| 2009                                             | Apertura                                                  | Banfield (1)                                     |
| 2010                                             | Clausura                                                  | Argentinos Juniors (3)                           |
| 2010                                             | Apertura                                                  | Estudiantes (La Plata) (6)                       |
| 2011                                             | Clausura                                                  | Vélez Sarsfield (8)                              |
| 2011                                             | Apertura                                                  | Boca Juniors (30)                                |
| 2012                                             | Clausura                                                  | Arsenal (1)                                      |
| 2012-2013                                        | Inicial                                                   | Vélez Sarsfield (9)                              |
| 2012-2013                                        | Final                                                     | Newell's Old Boys (Rosario) (6)                  |
| 2012-2013                                        | Primera División                                          | Vélez Sarsfield (10)                             |
| 2013-2014                                        | Inicial                                                   | San Lorenzo (15)                                 |
| 2013-2014                                        | Final                                                     | River Plate (36)                                 |
| 2014                                             | Transición                                                | Racing Club (17)                                 |
| 2015                                             | Primera División                                          | Boca Juniors (31)                                |
| 2016                                             | Primera División                                          | Lanús (2)                                        |
| 2016-2017                                        | Primera División                                          | Boca Juniors (32)                                |
| 2017-2018                                        | Primera División                                          | Boca Juniors (33)                                |
| 2018-2019                                        | Primera División                                          | Racing Club (18)                                 |
| 2019-2020                                        | Primera División                                          | Boca Juniors (34)                                |
| 2021                                             | Primera División                                          | River Plate (37)                                 |
| 2022                                             | Primera División                                          | Boca Juniors (35)                                |
| 2023                                             | Primera División                                          | River Plate (38)                                 |
| 2024                                             | Primera División                                          | Vélez Sarsfield (11)                             |
| 2025                                             | Apertura                                                  | Platense (1)                                     |
| 2025                                             | Clausura                                                  |                                                  |

## Bilan
| Club                          | Titres | Années |
| ----------------------------- | ------ | --- |
| River Plate                   | 38     | 1920, 1932, 1936, 1936 (Copa de Oro), 1937, 1941, 1942, 1945, 1947, 1952, 1953, 1955, 1956, 1957, Metropolitano 1975, Nacional 1975, Metropolitano 1977, Metropolitano 1979, Nacional 1979, Metropolitano 1980, Nacional 1981, 1986, 1990, Apertura 1991, Apertura 1993, Apertura 1994, Apertura 1996, Clausura 1997, Apertura 1997, Apertura 1999, Clausura 2000, Clausura 2002, Clausura 2003, Clausura 2004, Clausura 2008, Final 2014, 2021, 2023 |
| Boca Juniors                  | 35     | 1919, 1920, 1923, 1924, 1926, 1930, 1931, 1934, 1935, 1940, 1943, 1944, 1954, 1962, 1964, 1965, Nacional 1969, Nacional 1970, Metropolitano 1976, Nacional 1976, Metropolitano 1981, Apertura 1992, Apertura 1998, Clausura 1999, Apertura 2000, Apertura 2003, Apertura 2005, Clausura 2006, Apertura 2008, Apertura 2011, 2015, 2017, 2018, 2020, 2022                                                                                              |
| Racing Club                   | 18     | 1913, 1914, 1915, 1916, 1917, 1918, 1919, 1921, 1925, 1949, 1950, 1951, 1958, 1961, 1966, Apertura 2001, 2014, 2019 |
| Independiente                 | 16     | 1922, 1926, 1938, 1939, 1948, 1960, 1963, Nacional 1967, Metropolitano 1970, Metropolitano 1971, Nacional 1977, Nacional 1978, Metropolitano 1983, 1989, Clausura 1994, Apertura 2002 |
| San Lorenzo de Almagro        | 15     | 1923 AAm, 1924 AAm, 1927, 1933, 1936 (Copa de Honor), 1946, 1959, Metropolitano 1968, Metropolitano 1972, Nacional 1972, Nacional 1974, Clausura 1995, Clausura 2001, Clausura 2007, Inicial 2013 |
| Vélez Sarsfield               | 11     | Nacional 1968, Clausura 1993, Apertura 1995, Clausura 1996, Clausura 1998, Clausura 2005, Clausura 2009, Clausura 2011, Inicial 2012, 2012-13, 2024 |
| Alumni                        | 10     | 1900, 1901, 1902, 1903, 1905, 1906, 1907, 1909, 1910, 1911 |
| Estudiantes (La Plata)        | 6      | 1913, Metropolitano 1967, Metropolitano 1982, Nacional 1983, Apertura 2006, Apertura 2010 |
| Newell's Old Boys (Rosario)   | 6      | Metropolitano 1974, 1988, 1991, Clausura 1992, Apertura 2004, Final 2013 |
| Huracán                       | 5      | 1921, 1922, 1925, 1928, Metropolitano 1973 |
| Lomas Athletic Club           | 5      | 1893, 1894, 1895, 1897, 1898 |
| Rosario Central               | 4      | Nacional 1971, Nacional 1973, Nacional 1980, 1987 |
| Argentinos Juniors            | 3      | Metropolitano 1984, Nacional 1985, Clausura 2010 |
| Belgrano Athletic Club        | 3      | 1899, 1904, 1908 |
| Lanús                         | 2      | Apertura 2007, 2016 |
| Estudiantil Porteño           | 2      | 1931, 1934 |
| Ferro Carril Oeste            | 2      | Nacional 1982, Nacional 1984 |
| Porteño                       | 2      | 1912, 1914 |
| Quilmes Atlético Club         | 2      | 1912, Metropolitano 1978 |
| Arsenal                       | 1      | Clausura 2012 |
| Banfield                      | 1      | Apertura 2009 |
| Chacarita Juniors             | 1      | Metropolitano 1969 |
| Gimnasia y Esgrima (La Plata) | 1      | 1929 |
| Lomas Academy                 | 1      | 1896 |
| Old Caledonians               | 1      | 1891 |
| Platense                      | 1      | Apertura 2025 |
| Saint Andrew´s                | 1      | 1891 |
| Sportivo Barracas             | 1      | 1932 |
| Sportivo Dock Sud             | 1      | 1933 |

## Statistiques

### Joueurs les plus capés
| Rang | Joueurs                | Matchs |
| ---- | ---------------------- | ------ |
| 1    | Hugo Gatti             | 765    |
| 2    | Ricardo Bochini        | 638    |
| 3    | Carlos Biasutto        | 636    |
| 4    | Roberto Telch          | 634    |
| 5    | Carlos Navarro Montoya | 613    |
| 6    | Ubaldo Fillol          | 592    |
| 7    | Oscar Garré            | 581    |
| 8    | Claudio Marangoni      | 573    |
| 9    | José Jorge González    | 565    |
| 10   | Juan José López        | 550    |

### Meilleurs Buteurs
| Rang | Joueurs             | Buts |
| ---- | ------------------- | ---- |
| 1    | Arsenio Erico       | 295  |
| 2    | Ángel Labruna       | 294  |
| 3    | Herminio Masantonio | 253  |
| 4    | Manuel Seoane       | 249  |
| 5    | Roberto Cherro      | 236  |
| 6    | Bernabé Ferreyra    | 233  |
| 7    | Manuel Pelegrina    | 231  |
| 8    | Martín Palermo      | 227  |
| 9    | José Sanfilippo     | 226  |
| 10   | Ricardo Infante     | 217  |

### Meilleurs buteurs par années
| Meilleurs buteurs de la période amateur       | Meilleurs buteurs de la période amateur | Meilleurs buteurs de la période amateur | Meilleurs buteurs de la période amateur |
| Années                                        | Joueurs                                 | Clubs                                   | Buts                                    |
| --------------------------------------------- | --------------------------------------- | --------------------------------------- | --------------------------------------- |
| 1891                                          | Pas de données                          | Pas de données                          | Pas de données                          |
| 1892                                          | Pas de championnat                      | Pas de championnat                      | Pas de championnat                      |
| 1893                                          | Pas de données                          | Pas de données                          | Pas de données                          |
| 1894                                          | James Gifford                           | Flores Athletic                         | 7                                       |
| 1895                                          | Joaquin Montenegro                      | Lomas Academy                           | 20                                      |
| 1896                                          | Juan Anderson                           | Flores Athletic                         | 7                                       |
| 1896                                          | Thomas Fearnley Allen                   | Lomas Athletic                          | 7                                       |
| 1897                                          | William Stirling                        | Lomas Academy                           | 20                                      |
| 1898                                          | Thomas Fearnley Allen                   | Lanús Athletic                          | 11                                      |
| 1899                                          | Percy Hooton                            | Belgrano Athletic                       | 3                                       |
| 1900                                          | Spencer Leonard                         | English High School                     | 8                                       |
| 1901                                          | Herbert Dorning                         | Belgrano Athletic                       | 5                                       |
| 1902                                          | Jorge Brown                             | Alumni                                  | 11                                      |
| 1903                                          | Jorge Brown                             | Alumni                                  | 12                                      |
| 1904                                          | Alfredo Brown                           | Alumni                                  | 11                                      |
| 1905                                          | Tristán González                        | Estudiantes (BA)                        | 12                                      |
| 1905                                          | Carlos Lett                             | Alumni                                  | 12                                      |
| 1906                                          | Eliseo Brown                            | Alumni                                  | 8                                       |
| 1906                                          | Percy Hooton                            | Quilmes                                 | 8                                       |
| 1906                                          | Henry Lawrie                            | Lomas Athletic                          | 8                                       |
| 1906                                          | Carlos Whalley                          | Belgrano Athletic                       | 8                                       |
| 1907                                          | Eliseo Brown                            | Alumni                                  | 24                                      |
| 1908                                          | Eliseo Brown                            | Alumni                                  | 19                                      |
| 1909                                          | Eliseo Brown                            | Alumni                                  | 17                                      |
| 1910                                          | Arnold Watson Hutton                    | Alumni                                  | 13                                      |
| 1911                                          | Ricardo Malbrán                         | San Isidro                              | 10                                      |
| 1911                                          | Ernesto Lett                            | Alumni                                  | 10                                      |
| 1911                                          | Antonio Piaggio                         | Porteño                                 | 10                                      |
| 1912                                          | Alberto Ohaco                           | Racing Club                             | 9                                       |
| 1912 FAF                                      | Ernesto Colla                           | Independiente                           | 12                                      |
| 1913                                          | Alberto Ohaco                           | Racing Club                             | 20                                      |
| 1913 FAF                                      | Guillermo Dannaher                      | Argentino de Quilmes                    | 16                                      |
| 1914                                          | Alberto Ohaco                           | Racing Club                             | 20                                      |
| 1914 FAF                                      | Norberto Carabelli                      | Hispano Argentino                       | 11                                      |
| 1915                                          | Alberto Ohaco                           | Racing Club                             | 31                                      |
| 1916                                          | Marius Hiller                           | GEBA                                    | 16                                      |
| 1917                                          | Alberto Marcovecchio                    | Racing Club                             | 18                                      |
| 1918                                          | Alberico Zabaleta                       | Racing Club                             | 13                                      |
| 1919                                          | Alfredo Garassino                       | Boca Juniors                            | 6                                       |
| 1919                                          | Alfredo Martín                          | Boca Juniors                            | 6                                       |
| 1919 AAmF                                     | Alberto Marcovecchio                    | Racing Club                             | 16                                      |
| 1920                                          | Fausto Lucarelli                        | Banfield                                | 15                                      |
| 1920 AAmF                                     | Salvador Carreras                       | Vélez Sarsfield                         | 19                                      |
| 1921                                          | Guillermo Dannaher                      | Huracán                                 | 23                                      |
| 1921 AAmF                                     | Alberico Zabaleta                       | Racing Club                             | 32                                      |
| 1922                                          | Juan Clarke                             | Sportivo Palermo                        | 11                                      |
| 1922                                          | Domingo Tarasconi                       | Boca Juniors                            | 11                                      |
| 1922 AAmF                                     | Manuel Seoane                           | Independiente                           | 55                                      |
| 1923                                          | Domingo Tarasconi                       | Boca Juniors                            | 40                                      |
| 1923 AAmF                                     | Martín Barceló                          | Racing Club                             | 15                                      |
| 1924                                          | Domingo Tarasconi                       | Boca Juniors                            | 16                                      |
| 1924 AAmF                                     | Fausto Lucarelli                        | Sportivo Buenos Aires                   | 15                                      |
| 1924 AAmF                                     | Luis Ravaschino                         | Independiente                           | 15                                      |
| 1925                                          | José Gaslini                            | Chacarita Juniors                       | 16                                      |
| 1925 AAmF                                     | Alberto Bellomo                         | Estudiantes de La Plata                 | 16                                      |
| 1926                                          | Roberto Cherro                          | Boca Juniors                            | 20                                      |
| 1926 AAmF                                     | Manuel Seoane                           | Independiente                           | 29                                      |
| 1927                                          | Domingo Tarasconi                       | Boca Juniors                            | 32                                      |
| 1928                                          | Roberto Cherro                          | Boca Juniors                            | 32                                      |
| 1929                                          | José Cortecce                           | San Lorenzo                             | 13                                      |
| 1929                                          | Manuel Seoane                           | Independiente                           | 13                                      |
| 1930                                          | Roberto Cherro                          | Boca Juniors                            | 37                                      |
| 1931                                          | Justo Ciancia                           | Almagro                                 | 14                                      |
| 1932                                          | Juan Irurieta                           | All Boys                                | 23                                      |
| 1933                                          | Alfonso Lorenzo                         | Barracas Central                        | 17                                      |
| 1934                                          | Pedro Maseda                            | Argentino de Quilmes                    | 16                                      |
| 1934                                          | Domingo Tarasconi                       | General San Martín                      | 16                                      |
| Meilleurs buteurs depuis le professionnalisme |                                         |                                         |                                         |
| Année                                         | Joueurs                                 | Clubs                                   | Buts                                    |
| 1931                                          | Alberto Zozaya                          | Estudiantes (La Plata)                  | 33                                      |
| 1932                                          | Bernabé Ferreyra                        | River Plate                             | 43                                      |
| 1933                                          | Francisco Varallo                       | Boca Juniors                            | 34                                      |
| 1934                                          | Evaristo Barrera                        | Racing Club                             | 34                                      |
| 1935                                          | Agustín Cosso                           | Vélez Sársfield                         | 33                                      |
| 1936                                          | Evaristo Barrera                        | Racing Club                             | 32                                      |
| 1937                                          | Arsenio Erico                           | Independiente                           | 48                                      |
| 1938                                          | Arsenio Erico                           | Independiente                           | 43                                      |
| 1939                                          | Arsenio Erico                           | Independiente                           | 40                                      |
| 1940                                          | Delfín Benítez Cáceres                  | Racing Club                             | 33                                      |
| 1940                                          | Isidro Lángara                          | San Lorenzo                             | 33                                      |
| 1941                                          | José Canteli                            | Newell's Old Boys                       | 30                                      |
| 1942                                          | Rinaldo Martino                         | San Lorenzo                             | 25                                      |
| 1943                                          | Luis Arrieta                            | Lanús                                   | 23                                      |
| 1943                                          | Angel Labruna                           | River Plate                             | 23                                      |
| 1943                                          | Raúl Frutos                             | Platense                                | 23                                      |
| 1944                                          | Atilio Mellone                          | Huracán                                 | 26                                      |
| 1945                                          | Angel Labruna                           | River Plate                             | 25                                      |
| 1946                                          | Mario Boyé                              | Boca Juniors                            | 24                                      |
| 1947                                          | Alfredo Di Stéfano                      | River Plate                             | 27                                      |
| 1948                                          | Benjamín Santos                         | Rosario Central                         | 21                                      |
| 1949                                          | Llamil Simes                            | Racing Club                             | 26                                      |
| 1949                                          | Juan José Pizzuti                       | Banfield                                | 26                                      |
| 1950                                          | Mario Papa                              | San Lorenzo                             | 24                                      |
| 1951                                          | Santiago Vernazza                       | River Plate                             | 22                                      |
| 1952                                          | Eduardo Ricagni                         | Huracán                                 | 28                                      |
| 1953                                          | Juan José Pizzuti                       | Racing Club                             | 22                                      |
| 1953                                          | Juan Armando Benavídez                  | San Lorenzo                             | 22                                      |
| 1954                                          | Ángel Berni                             | San Lorenzo                             | 19                                      |
| 1954                                          | Norberto Conde                          | Vélez Sarsfield                         | 19                                      |
| 1954                                          | José Borello                            | Boca Juniors                            | 19                                      |
| 1955                                          | Oscar Massei                            | Rosario Central                         | 21                                      |
| 1956                                          | Juan Alberto Castro                     | Rosario Central                         | 17                                      |
| 1956                                          | Ernesto Grillo                          | Independiente                           | 17                                      |
| 1957                                          | Roberto Zárate                          | River Plate                             | 22                                      |
| 1958                                          | José Sanfilippo                         | San Lorenzo                             | 28                                      |
| 1959                                          | José Sanfilippo                         | San Lorenzo                             | 31                                      |
| 1960                                          | José Sanfilippo                         | San Lorenzo                             | 34                                      |
| 1961                                          | José Sanfilippo                         | San Lorenzo                             | 26                                      |
| 1962                                          | Luis Artime                             | River Plate                             | 25                                      |
| 1963                                          | Luis Artime                             | River Plate                             | 25                                      |
| 1964                                          | Héctor Rodolfo Veira                    | San Lorenzo                             | 17                                      |
| 1965                                          | Juan Carlos Carone                      | Vélez Sársfield                         | 19                                      |
| 1966                                          | Luis Artime                             | Independiente                           | 23                                      |
| 1967 Metropolitano                            | Bernardo Acosta                         | Lanús                                   | 18                                      |
| 1967 Nacional                                 | Luis Artime                             | Independiente                           | 11                                      |
| 1968 Metropolitano                            | Alfredo Obberti                         | Los Andes                               | 13                                      |
| 1968 Nacional                                 | Omar Wehbe                              | Vélez Sársfield                         | 13                                      |
| 1969 Metropolitano                            | Walter Machado da Silva                 | Racing Club                             | 14                                      |
| 1969 Nacional                                 | Rodolfo Fischer                         | San Lorenzo                             | 14                                      |
| 1969 Nacional                                 | Carlos Bulla                            | Platense                                | 14                                      |
| 1970 Metropolitano                            | Oscar Más                               | River Plate                             | 16                                      |
| 1970 Nacional                                 | Carlos Bianchi                          | Vélez Sársfield                         | 18                                      |
| 1971 Metropolitano                            | Carlos Bianchi                          | Vélez Sársfield                         | 36                                      |
| 1971 Nacional                                 | Alfredo Obberti                         | Newell's Old Boys                       | 10                                      |
| 1971 Nacional                                 | José Luñiz                              | Juventud Antoniana (Salta)              | 10                                      |
| 1972 Metropolitano                            | Miguel Angel Brindisi                   | Huracán                                 | 21                                      |
| 1972 Nacional                                 | Carlos Morete                           | River Plate                             | 14                                      |
| 1973 Metropolitano                            | Oscar Más                               | River Plate                             | 17                                      |
| 1973 Metropolitano                            | Hugo Curioni                            | Boca Juniors                            | 17                                      |
| 1973 Metropolitano                            | Ignacio Peña                            | Estudiantes (La Plata)                  | 17                                      |
| 1973 Nacional                                 | Juan Gómez Voglino                      | Atlanta                                 | 18                                      |
| 1974 Metropolitano                            | Carlos Morete                           | River Plate                             | 18                                      |
| 1974 Nacional                                 | Mario Kempes                            | Rosario Central                         | 25                                      |
| 1975 Metropolitano                            | Héctor Scotta                           | San Lorenzo                             | 32                                      |
| 1975 Nacional                                 | Héctor Scotta                           | San Lorenzo                             | 28                                      |
| 1976 Metropolitano                            | Mario Kempes                            | Rosario Central                         | 21                                      |
| 1976 Nacional                                 | Norberto Eresuma                        | San Lorenzo (Mar del Plata)             | 12                                      |
| 1976 Nacional                                 | Luis Ludeña                             | Talleres (Córdoba)                      | 12                                      |
| 1976 Nacional                                 | Víctor Marchetti                        | Unión (Santa Fe)                        | 12                                      |
| 1977 Metropolitano                            | Carlos Álvarez                          | Argentinos Juniors                      | 27                                      |
| 1977 Nacional                                 | Alfredo Letanú                          | Estudiantes (La Plata)                  | 13                                      |
| 1978 Metropolitano                            | Diego Maradona                          | Argentinos Juniors                      | 22                                      |
| 1978 Metropolitano                            | Luis Andreuchi                          | Quilmes                                 | 22                                      |
| 1978 Nacional                                 | José Reinaldi                           | Talleres (Córdoba)                      | 18                                      |
| 1979 Metropolitano                            | Diego Maradona                          | Argentinos Juniors                      | 14                                      |
| 1979 Metropolitano                            | Sergio Fortunato                        | Estudiantes (La Plata)                  | 14                                      |
| 1979 Nacional                                 | Diego Maradona                          | Argentinos Juniors                      | 12                                      |
| 1980 Metropolitano                            | Diego Maradona                          | Argentinos Juniors                      | 25                                      |
| 1980 Nacional                                 | Diego Maradona                          | Argentinos Juniors                      | 17                                      |
| 1981 Metropolitano                            | Raúl de La Cruz Chaparro                | Instituto (Córdoba)                     | 20                                      |
| 1981 Nacional                                 | Carlos Bianchi                          | Vélez Sársfield                         | 15                                      |
| 1982 Nacional                                 | Miguel Ángel Juárez                     | Ferro Carril Oeste                      | 22                                      |
| 1982 Metropolitano                            | Carlos Morete                           | Independiente                           | 20                                      |
| 1983 Nacional                                 | Armando Husillos                        | Loma Negra (Olavarria)                  | 11                                      |
| 1983 Metropolitano                            | Víctor Ramos                            | Newell's Old Boys                       | 30                                      |
| 1984 Nacional                                 | Pedro Pasculli                          | Argentinos Juniors                      | 9                                       |
| 1984 Metropolitano                            | Enzo Francescoli                        | River Plate                             | 24                                      |
| 1985 Nacional                                 | Jorge Comas                             | Vélez Sársfield                         | 12                                      |
| 1985/86                                       | Enzo Francescoli                        | River Plate                             | 25                                      |
| 1986/87                                       | Omar Palma                              | Rosario Central                         | 20                                      |
| 1987/88                                       | José Luis Rodríguez                     | Deportivo Español                       | 18                                      |
| 1988/89                                       | Oscar Dertycia                          | Argentinos Juniors                      | 20                                      |
| 1988/89                                       | Néstor Gorosito                         | San Lorenzo                             | 20                                      |
| 1989/90                                       | Ariel Cozzoni                           | Newell's Old Boys                       | 23                                      |
| 1990/91                                       | Esteban González                        | Vélez Sársfield                         | 18                                      |
| 1991 Apertura                                 | Ramón Díaz                              | River Plate                             | 14                                      |
| 1992 Clausura                                 | Diego Latorre                           | Boca Juniors                            | 9                                       |
| 1992 Clausura                                 | Darío Scotto                            | Platense                                | 9                                       |
| 1992 Apertura                                 | Alberto Acosta                          | San Lorenzo                             | 12                                      |
| 1993 Clausura                                 | Rubén Da Silva                          | River Plate                             | 13                                      |
| 1993 Apertura                                 | Sergio Martínez                         | Boca Juniors                            | 12                                      |
| 1994 Clausura                                 | Hernán Crespo                           | River Plate                             | 11                                      |
| 1994 Clausura                                 | Marcelo Espina                          | Platense                                | 11                                      |
| 1994 Apertura                                 | Enzo Francescoli                        | River Plate                             | 12                                      |
| 1995 Clausura                                 | José Oscar Flores                       | Vélez Sársfield                         | 14                                      |
| 1995 Apertura                                 | José Luis Calderón                      | Estudiantes (La Plata)                  | 13                                      |
| 1996 Clausura                                 | Ariel López                             | Lanús                                   | 12                                      |
| 1996 Apertura                                 | Gustavo Reggi                           | Ferro Carril Oeste                      | 11                                      |
| 1997 Clausura                                 | Sergio Martínez                         | Boca Juniors                            | 15                                      |
| 1997 Apertura                                 | Rubén Da Silva                          | Rosario Central                         | 15                                      |
| 1998 Clausura                                 | Roberto Sosa                            | Gimnasia (La Plata)                     | 16                                      |
| 1998 Apertura                                 | Martín Palermo                          | Boca Juniors                            | 20                                      |
| 1999 Clausura                                 | José Luis Calderón                      | Independiente                           | 17                                      |
| 1999 Apertura                                 | Javier Saviola                          | River Plate                             | 15                                      |
| 2000 Clausura                                 | Esteban Fuertes                         | Colón (Santa Fe)                        | 16                                      |
| 2000 Apertura                                 | Juan Pablo Ángel                        | River Plate                             | 13                                      |
| 2001 Clausura                                 | Bernardo Romeo                          | San Lorenzo                             | 15                                      |
| 2001 Apertura                                 | Martín Cardetti                         | River Plate                             | 17                                      |
| 2002 Clausura                                 | Fernando Cavenaghi                      | River Plate                             | 15                                      |
| 2002 Apertura                                 | Andrés Silvera                          | Independiente                           | 16                                      |
| 2003 Clausura                                 | Luciano Figueroa                        | Rosario Central                         | 17                                      |
| 2003 Apertura                                 | Ernesto Farías                          | Estudiantes (La Plata)                  | 12                                      |
| 2004 Clausura                                 | Rolando Zárate                          | Vélez Sársfield                         | 13                                      |
| 2004 Apertura                                 | Lisandro López                          | Racing Club                             | 12                                      |
| 2005 Clausura                                 | Mariano Pavone                          | Estudiantes (La Plata)                  | 16                                      |
| 2005 Apertura                                 | Javier Cámpora                          | Tiro Federal (Rosario)                  | 13                                      |
| 2006 Clausura                                 | Gonzalo Vargas                          | Gimnasia (La Plata)                     | 12                                      |
| 2006 Apertura                                 | Rodrigo Palacio                         | Boca Juniors                            | 12                                      |
| 2006 Apertura                                 | Mauro Zárate                            | Vélez Sársfield                         | 12                                      |
| 2007 Clausura                                 | Martín Palermo                          | Boca Juniors                            | 11                                      |
| 2007 Apertura                                 | Germán Denis                            | Independiente                           | 18                                      |
| 2008 Clausura                                 | Darío Cvitanich                         | Banfield                                | 13                                      |
| 2008 Apertura                                 | José Sand                               | Lanús                                   | 15                                      |
| 2009 Clausura                                 | José Sand                               | Lanús                                   | 13                                      |
| 2009 Apertura                                 | Santiago Silva                          | Banfield                                | 14                                      |
| 2010 Clausura                                 | Mauro Boselli                           | Estudiantes (La Plata)                  | 13                                      |
| 2010 Apertura                                 | Santiago Silva                          | Vélez Sársfield                         | 11                                      |
| 2010 Apertura                                 | Denis Stracqualursi                     | Tigre                                   | 11                                      |
| 2011 Clausura                                 | Javier Cámpora                          | Huracán                                 | 11                                      |
| 2011 Clausura                                 | Teófilo Gutiérrez                       | Racing Club                             | 11                                      |
| 2011 Apertura                                 | Rubén Ramírez                           | Godoy Cruz (Mendoza)                    | 12                                      |
| 2012 Clausura                                 | Carlos Luna                             | Tigre                                   | 12                                      |
| 2012 Inicial                                  | Facundo Ferreyra                        | Vélez Sársfield                         | 13                                      |
| 2012 Inicial                                  | Ignacio Scocco                          | Newell's Old Boys                       | 13                                      |
| 2013 Final                                    | Ignacio Scocco                          | Newell's Old Boys                       | 11                                      |
| 2013 Final                                    | Emmanuel Gigliotti                      | Colón (Santa Fe)                        | 11                                      |
| 2013 Inicial                                  | César Pereyra                           | Belgrano (Córdoba)                      | 10                                      |
| 2014 Final                                    | Mauro Zárate                            | Vélez Sarsfield                         | 13                                      |
| 2014 Transición                               | Lucas Pratto                            | Vélez Sarsfield                         | 11                                      |
| 2014 Transición                               | Maxi Rodríguez                          | Newell's Old Boys                       | 11                                      |
| 2014 Transición                               | Silvio Romero                           | Lanús                                   | 11                                      |
| 2015                                          | Marco Ruben                             | Rosario Central                         | 21                                      |
| 2016                                          | José Sand                               | Lanús                                   | 15                                      |
| 2016-2017                                     | Darío Benedetto                         | Boca Juniors                            | 21                                      |
| 2017-2018                                     | Santiago Garcia                         | Godoy Cruz (Mendoza)                    | 17                                      |
| 2018-2019                                     | Lisandro López                          | Racing Club                             | 17                                      |
| 2019-2020                                     | Rafael Santos Borré                     | River Plate                             | 12                                      |
| 2019-2020                                     | Silvio Romero                           | Independiente                           | 12                                      |
| 2021                                          | Julián Álvarez                          | River Plate                             | 18                                      |
| 2022                                          | Mateo Retegui                           | Tigre                                   | 19                                      |
| 2023                                          | Michael Santos                          | CA Talleres                             | 13                                      |
| 2023                                          | Pablo Vegetti                           | Club Atlético Belgrano                  | 13                                      |

## Personnalités

### Entraîneurs
| Nom                 | Titres | Années                                                 |
| ------------------- | ------ | ------------------------------------------------------ |
| Ángel Labruna       | 7      | 1971-N, 1975-M, 1975-N, 1977-M, 1979-M, 1979-N, 1980-M |
| Carlos Bianchi      | 7      | 1993-C, 1995-A, 1996-C, 1998-A, 1999-C, 2000-A, 2003-A |
| Ramón Díaz          | 7      | 1996-A, 1997-C, 1997-A, 1999-A, 2002-C, 2007-C, 2014-F |
| José María Minella  | 6      | 1947, 1952, 1953, 1955, 1956, 1957                     |
| Juan Carlos Lorenzo | 4      | 1972-M, 1972-N, 1976-M, 1976-N                         |
| Américo Gallego     | 4      | 1994-A, 2000-C, 2002-A, 2004-A                         |
| Ricardo Gareca      | 4      | 2009-C, 2011-C, 2012-I, 2012-13                        |

Luis Martín Castellano est le premier entraîneur de l'histoire du football argentin. En 1928, il prend la direction de Vélez Sarsfield et reste en fonction jusqu'en 1932. Guillermo Stabile, avec le Racing Club, est le premier entraîneur à remporter trois fois consécutives le tournoi, de 1949 à 1951.
Ángel Labruna, Carlos Bianchi et Ramón Díaz sont les entraîneurs ayant remporté le plus le championnat argentin (sept chacun). Labruna en obtient six avec River Plate et une avec Rosario Central, Bianchi quatre avec Boca Juniors et trois avec Velez Sarsfield et Diaz en avait six avec River Plate et une avec San Lorenzo.
José Yudica et Américo Gallego sont les seuls techniciens de l'ère professionnelle à être sacrés champions avec trois clubs différents. Yudica est champion avec Quilmes (Metropolitan 1978), Argentinos Juniors (National 1985) et Newell's Old Boys (1987-1988), alors que Gallego fait la même chose avec River Plate (Ouverture 1994 et Clôture 2000), Independiente (Ouverture 2002) et Newell's Old Boys (Ouverture 2004).

### Joueurs
| #  | Nom                 | Matchs | Buts | Ratio |
| -- | ------------------- | ------ | ---- | ----- |
| 1  | Arsenio Erico       | 332    | 295  | 0.88  |
| 2  | Angel Labruna       | 515    | 293  | 0.57  |
| 3  | Herminio Masantonio | 358    | 256  | 0.72  |
| 4  | Manuel Pelegrina    | 490    | 231  | 0.47  |
| 5  | Martín Palermo      | 358    | 226  | 0.58  |
| 5  | José Sanfilippo     | 330    | 226  | 0.68  |
| 7  | Ricardo Infante     | 439    | 217  | 0.49  |
| 8  | Oscar Más           | 429    | 215  | 0.50  |
| 9  | Bernabé Ferreyra    | 197    | 206  | 1.04  |
| 10 | Carlos Bianchi      | 324    | 206  | 0.64  |

Hugo Gatti est le joueur avec le plus de matches joués en Championnat d'Argentine, avec 765 apparitions. Ricardo Bochini, d'Independiente, est le joueur avec le plus grand nombre de matches joués pour la même équipe, avec 638. Il est également le joueur de terrain (hors gardien de but) avec le plus de présentations. L'Uruguayen José Jorge González est le joueur étranger avec le plus de parties jouées (565). Pedro Catalano a le record de 333 matchs consécutifs, joués entre le 7 juin 1986 et le 29 novembre 1994.
Le paraguayen Arsenio Erico détient le record de buts inscrit dans le Championnat argentin avec 295 réalisations en 332 rencontres. Erico est aussi le meilleur buteur sur une édition annuelle avec 47 buts en 34 matchs en 1937, obtenant la meilleure moyenne sur une édition avec 1,38 réalisation par partie. Bernabé Ferreyra a la meilleure moyenne de but inscrit par match avec 206 inscrits en 197 parties, soit 1,04 marqué par match. Diego Maradona est le joueur terminant le plus de fois meilleur buteur avec cinq récompenses (1978-M, 1979-M, 1979-N, 1980-M et 1980-M avec Argentinos Juniors). Il devance Luis Artime (1962 et 1963 avec River Plate et 1966 et 1967-N avec Independiente) et José Sanfilippo (1958 à 1961 avec San Lorenzo), quatre fois "meilleur réalisateur",.
Carlos Barisio est le gardien détenant le record du temps d'invincibilité en une seule saison. En 1981, il reste 1 075 minutes (11 matchs et 65 minutes) sans encaisser de but.

### Nationalité
Dans ses premières années, le championnat est dominé par les équipes et les joueurs britanniques, avec la prédominance des Écossais. Cette domination diminue dans les années 1910, quand la population créole est adoptée et domine les matchs. Alumni, multiple champion du début du XXe siècle est démantelé après avoir remporté le tournoi de 1911, mettant fin à la domination britannique du football argentin. Mais beaucoup de joueurs anglo-saxons jouent en Argentine jusqu'en 1920 et bon nombre de leurs descendants ont également l'occasion de jouer des matches de première division.
Depuis 1906, l'espagnol est utilisé à la place de l'anglais pour la compétition.

## Autour de la compétition

### Couverture des médias
En 1987, l'Association de Football Argentin signe un contrat exclusif avec la société Torneos y Competencias (TyC, Tournois et compétitions), par lequel les droits de retransmission télévisée de la saison 1987-1988 de la première division, de la First B, en échange d'un million d'australes. En 1996, un nouvel accord est établi jusqu'en 2014 mais l'AFA partage l'exclusivité des droits de transmission entre TyC et Grupo Clarín. À partir de la saison 2007-2008, les dix matches de première division sont transmis par câble, la moitié d'entre eux par le biais d'un système PPV.
En août 2009, l'AFA, par décision unanime des clubs, décide un changement radical dans le système de retransmission télévisée et annule son contrat avec Grupo Clarin, pour signer un nouvel accord avec le gouvernement national, assurant la transmission de tous les rencontres par la télévision gratuite et sans frais pour les téléspectateurs.
Pour la saison 2017-2018, le gouvernement argentin annule unilatéralement l'accord. Par la suite, l'AFA lance un appel d'offres auquel répondent Fox Networks Group et Turner Broadcasting System.

## Dans la culture populaire

### Les «cinq grands du football argentin»
Cette expression est utilisée pour se référer à Boca Juniors, Independiente, Racing Club, River Plate et San Lorenzo. Mobilisant à eux cinq l'immense majorité des supporters du pays, ils ont longtemps dominé sans partage le championnat. Malgré un effritement de leur domination dans les dernières décennies, ils sont toujours de très loin les clubs les plus populaires d'Argentine. En plus des matchs précisés dans la section précédente, tout match entre deux des cinq grands est considéré comme un clásico.

### Lesclásicos
Clásico est le nom que l'on donne en Argentine aux matchs opposant deux clubs rivaux, généralement proches géographiquement. Ce sont, pour les supporters de chaque équipe, de grands moments marquant parfois l'histoire des clubs.
- Le Superclásico, opposant Boca Juniors et River Plate.
- Le Clásico de Avellaneda, opposant Independiente et Racing Club.
- Le Clásico rosarino opposant Newell's Old Boys à Rosario Central.
- Le Clásico Platense opposant Estudiantes de La Plata à Gimnasia y Esgrima La Plata.
- Le Clásico opposant San Lorenzo et Huracán.
- Le Clásico del Oeste opposant Vélez Sarsfield au Ferro Carril Oeste.
- Le Clásico del Sur opposant Banfield à Lanús.
- Le Clásico santafesino opposant Colón à Unión.
- Le Clásico cordobés opposant Talleres à Belgrano.
- Le Clásico tucumano opposant Atlético Tucumán à San Martín.
- Le Clásico de Cuyo opposant Godoy Cruz à San Martín.

Il est également appelé classique pour toutes les parties qui se font face les soi-disant cinq grands, au-delà du Superclásico et du Clásico de Avellaneda. D'autres équipes entretiennent également des rivalités plus mineures. Ainsi, les rencontres San Lorenzo-Vélez Sarsfield, Argentinos Juniors-All Boys sont parfois considérées comme des clásicos mineurs.